# Sensation

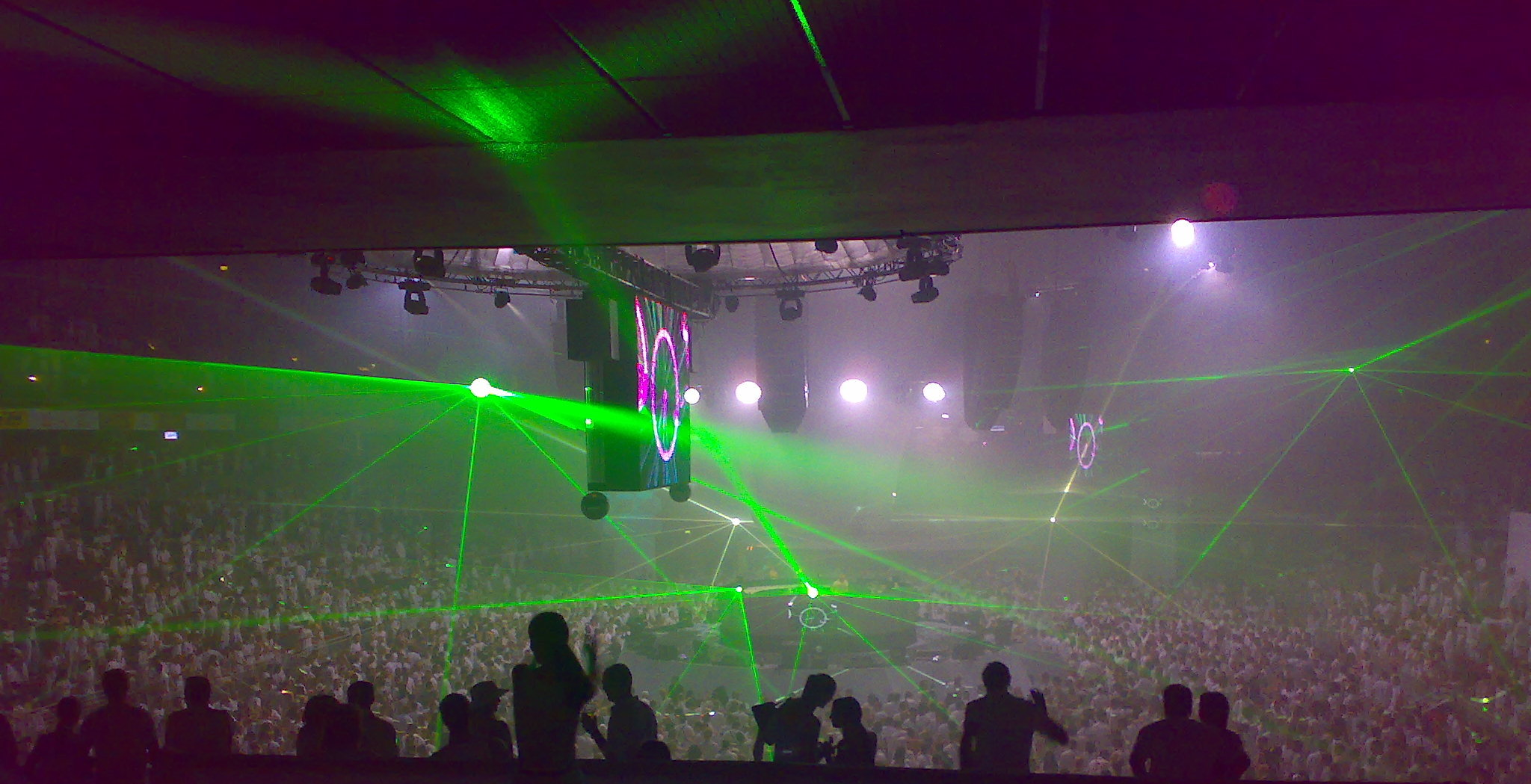
Sensation White 2007, Letland

Sensation is een van oorsprong Nederlands dancefeest, dat in Nederland van 2000 tot en met 2017 ieder jaar werd gehouden in de Amsterdam ArenA. De in 2020 aangekondigde editie (Beyond Sensation) is vanwege het Coronavirus geannuleerd. In juli 2022 keert Sensation terug.

## Geschiedenis
Er waren eerder twee verschillende Sensation-evenementen, namelijk Sensation White en vanaf 2002 Sensation Black. Deze opsplitsing was noodzakelijk omdat op Sensation Black meer aandacht kan worden besteed aan de hardere en donkerder housemuziekstijlen. In 2007 werd de naam Sensation Black veranderd in Black omdat er anders verwarring zou ontstaan tijdens de internationale tournee van Sensation. Sensation White heette daarna weer Sensation, net zoals tijdens de eerste editie.
De eerste editie van Sensation in 2000 was niet uitverkocht. Er kwamen 20.000 mensen op af. In de media werd beweerd dat het evenement wel uitverkocht was, om de mond-tot-mondreclame levendig te houden. De witte edities daarna waren echter wel steevast uitverkocht. Tijdens deze eerste editie was het podium van de dj nog langs de kant gebouwd. Bij de edities daarna bevond het podium zich in het midden van de ArenA.
In 2005 vond Sensation White ook in Duitsland en België plaats. In 2005 startte organisator ID&T met Sensation International, een tournee over de wereld, gebaseerd op een vereenvoudigde versie van Sensation White 2005 zoals deze in Amsterdam te zien was. De eerste editie van deze Sensation International werd op 15 april 2005 gehouden in het Antwerpse Sportpaleis met dj's Marco V, Elof de Neve, Junior Jack, Kid Crème & Armin van Buuren. Ondertussen zijn er al 60 Sensation-shows gehouden in Europa, Australië, Zuid Amerika en Azië.

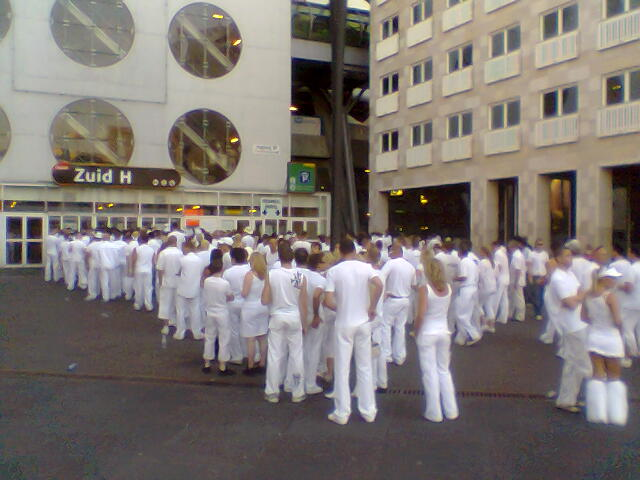
Bezoekers gekleed in het wit

In februari 2009 maakte ID&T bekend dat Sensation in de Amsterdam ArenA dat jaar tweemaal achter elkaar gehouden zou worden. Naast de show op zaterdag 4 juli vond er ook een show op de vrijdag ervoor plaats. Beide shows waren hetzelfde en hadden dezelfde line-up: Fedde Le Grand, Sebastian Ingrosso, Erick E, Sander van Doorn en een surprise-act. Sebastian Ingrosso hield een kort eerbetoon aan Michael Jackson door het nummer Billie Jean te draaien.

## Sensation
Van de gasten van Sensation wordt gevraagd dat zij in witte kleding verschijnen. Ook de ArenA wordt in het wit gestoken. Het motto van elk Sensationfeest luidt: Be part of the night - dress in white. Sensation is vooral gericht op house en trance. Er zijn ongeveer 40.000 toegangskaarten beschikbaar. Sensation vindt ieder jaar in het eerste weekeinde van juli plaats. Het kledingvoorschrift om in wit te komen, werd bij de tweede editie in 2001 ingevoerd, uit eerbetoon aan de in september 2000 bij een auto-ongeval omgekomen Miles Stutterheim, broer van directeur Duncan Stutterheim van ID&T en medeoprichter van deze organisatie. De uitvaart van Miles was destijds ook geheel in wit uitgevoerd.
De allereerste editie van Sensation was niet alleen memorabel vanwege het feit dat voor het eerst in een groot stadion een groot feest werd gehouden, maar bovendien ook omdat nauwelijks 48 uur eerder in hetzelfde stadion de halve finale van het Euro 2000-voetbaltoernooi plaatsvond, waarin het Nederlands Elftal tegen Italië verloor. Elke Sensation wordt opgeluisterd door een zeer kenmerkende voice-over. Deze "Stem van Sensation" is al vanaf het begin die van John B. Wells.

## Anthems
Ieder jaar werd ter promotie van de Sensation van dat jaar een single ("anthem") opgenomen. Sinds 2007 is dit voor de Nederlandse editie niet meer gebeurd.
Anthems in Nederland:
- 2000: Cygnus X - Superstring (Rank 1 Remix)
- 2001: Rank 1 - Such is life
- 2002: The Rush² - The Anthem 2002 (White Edition)
- 2003: Rank 1² (naar een thema van Wolfgang Amadeus Mozart: Requiem Lacrimosa) - The Anthem 2003
- 2004: The Rush² (naar een thema van Carl Orff: Carmina Burana) - The Anthem 2004
- 2005: Armin van Buuren ft. Jan Vayne - Serenity
- 2006: Sander Kleinenberg - This is Sensation
- 2014: Martin Garrix & Dimitri Vegas & Like Mike - Tremor

Anthems in België:
- 2005: First & Andre - Widescreen
- 2006: Fred Baker - Forever Friends
- 2007: Ferry Corsten - Loud Electronic Sensation

Anthems in Duitsland:
- 2005: Samuel Kindermann - Die Hymne White 2005
- 2006: Moguai - I want, I need, I love
- 2007: 31-12-2007 NBG

Anthems in Polen:
- 2006: (White) Redmoon - Cumulus & Flame - Sensation

### Hitnoteringen

#### Singles
| Single met eventuele hitnotering(en) in de Nederlandse Top 40 | Datum van verschijnen | Datum van binnenkomst | Hoogste positie | Aantal weken | Opmerkingen                               |
| ------------------------------------------------------------- | --------------------- | --------------------- | --------------- | ------------ | ----------------------------------------- |
| Superstring                                                   |                       | 19-08-2000            | 3               | 13           | van Cygnus X (remix door Rank 1)          |
| Such is life                                                  |                       | 21-07-2001            | 11              | 12           | van Rank 1                                |
| The anthem 2002                                               |                       | 27-07-2002            | 15              | 14           | (door The Rush) / Dancesmash op Radio 538 |
| The anthem 2003                                               |                       | 19-07-2003            | 10              | 11           | (door Rank 1) / Dancesmash op Radio 538   |
| The anthem 2004                                               |                       | 10-07-2004            | 30              | 5            | (door The Rush) / Dancesmash op Radio 538 |
| Serenity                                                      |                       | 16-07-2005            | 11              | 10           | van Armin van Buuren & Jan Vayne          |
| This is Sensation                                             |                       | 08-07-2006            | tip             |              | van Sander Kleinenberg                    |

## Trivia
- Sensation Amsterdam trekt elk jaar 40.000 bezoekers, waarvan gemiddeld 12.000 uit 71 verschillende landen.
- Mr. White is een 'concept' van Sensation waarbij een aanstormend dj-talent zich in het wit gekleed en geschminkt mag draaien.
- Tegenwoordig wordt er ongeveer 12 tot 18 maanden gewerkt aan een nieuwe show van Sensation
- In 2007 en 2008 heeft Sensation de prijs voor Best Dance Event gekregen.
- In Duitsland ontving Sensation de Best European Festival Award en de Live Entertainment Award.[bron?]
- In Denemarken werd Sensation uitgeroepen tot Best International Club Event.[bron?]
- Het merk "Sensation" heeft in 2009 de Marketing Excellence Award gekregen.

## Noot
1. ↑  Aankondiging op Sensation.com

Innercity · Sensation (Sensation White) · Black (Sensation Black) · Mystery Land · Trance Energy · Convertible · Thunderdome · Shockers